# Cascia
Cascia (e.: kássa) település Olaszországban, Umbria régióban, Perugia megyében. Lakosainak száma 2957 fő (2023. január 1.). Cascia Cerreto di Spoleto, Cittareale, Leonessa, Monteleone di Spoleto, Norcia és Poggiodomo községekkel határos. Itt élt Casciai Szent Rita.

## Fekvése
A falu szeizmológiailag veszélyeztetett területen fekszik; 1300-ban, 1599-ben, 1703-ban és 1979-ben voltak nagyobb földrengések. Roccaporenaban 1962-ben egy földrengés több épületet is lerombolt. 

### Frakciói
Atri, Aventis, Buda, Capanne di Roccaporena, Castel San Giovanni, Castel Santa Maria, Cerasola, Chiavano, Civita, Colforcella, Collegiacone, Colle di Avendita, Colle Santo Stefano, Colmotino, Coronella, Fogliano, Gubbiano, Logna, Maltignano, Manigi, Ocosce, Onelli, Opagna, Palmaiolo, Poggio Primocaso, Puro, Roccaporena, San Giorgio, Santa Anatolia, Tazzo, Trognano, Villa San Silvestro, Santa Trinità, Fustagna, Piandoli, Giappiedi, Capanne di Collegiacone, Sciedi, Serviglio, Valdonica.

## Népessége
A település népességének változása:
| Lakosok száma | 3222 | 3108 | 2957 |
|               | 2015 | 2018 | 2023 |

## Közlekedés
1926-tól 1968-ig Cascia (Serravalle településsel együtt) a Cascia-Serravalle vasútállomással  a Spoleto-Norcia-vasútvonalhoz tartozott, amely keskeny nyomtávú vasútvonal volt, és 1926. november 1-től 1968. július 31-ig üzemelt, amikor is megszűnt. A vasút nyomai szinte teljes egészében megmaradtak, a pálya ágyazata pedig kerékpárúttá lett átalakítva.